# برايس فيلو
برايس فيلو (بالفرنسية: Brice Feillu)‏ (و. 1985  م) هو راكب دراجة هوائية فرنسي، شارك في طواف فرنسا، وسباق طواف فرنسا 2012، وسباق طواف فرنسا 2013، وسباق طواف فرنسا 2014، وسباق طواف فرنسا 2017، مركز لعبه هو متخصص التسلق ‏.

## روابط خارجية
- برايس فيلو على موقع الاتحاد الدولي للدراجات (الإنجليزية)
- برايس فيلو على موقع أرشيف الدراجات (الإنجليزية)
- برايس فيلو على موقع إحصائيات الدراجات الإحترافية (الإنجليزية)
- برايس فيلو على موقع نسبة الدراجات (الإنجليزية)
- برايس فيلو على موقع CycleBase (الإنجليزية)